# Молодіжний чемпіонат Азії з футболу 2016
Молодіжний чемпіонат Азії з футболу 2016 — міжнародний футбольний турнір під егідою АФК серед молодіжних збірних команд країн зони АФК. Пройшов у Катарі з 12 по 30 січня 2016 року, в ньому взяли участь 16 команд, які складаються з гравців не старше 23 років.
Вперше молодіжний чемпіонат Азії став також відбором на Олімпійський футбольний турнір. Три призера чемпіонату отримали путівки на Олімпійські ігри в Ріо-де-Жанейро.
У фіналі чемпіонату молодіжна збірна Японії з рахунком 3:2 здолала однолітків з Південної Кореї. Обидва фіналіста, а також Ірак, який посів 3-є місце, отримали право зіграти на Олімпіаді.

## Вибір господаря турніру
28 листопада 2014 року було прийнято рішення провести фінальний турнір в Катарі. Заявки на проведення чемпіонату подавали також Узбекистан, Саудівська Аравія й Іран.

## Кваліфікаційний турнір
Жеребкування групового етапу відбіркового турніру було проведене 4 грудня 2014 року. У відбірковому турнірі взяло участь 43 молодіжних збірних. На груповому етапі відбіркового турніру вони були розподілені на десять груп. Матчі пройшли з 23 по 31 березня 2015 року. У фінальний турнір, поряд з країною-організатором, кваліфікувалися переможці всіх десяти відбіркових груп, а також 5 найкращих збірних, які зайняли другі місця.

## Команди-учасниці фінального турніру
Наступні 16 молодіжний команд взяли участь в турнірі.
| Команда           | Шлях кваліфікації                  | Участей | Найкращий результат  |
| ----------------- | ---------------------------------- | ------- | -------------------- |
| Катар             | Організатор                        | 1       | —                    |
| Ірак              | Група А, 1-е місце                 | 2       | Чемпіон (2013)       |
| Йорданія          | Група B, 1-е місце                 | 2       | 3-є місце (2013)     |
| Саудівська Аравія | Група C, 1-е місце                 | 2       | 2-е місце (2013)     |
| ОАЕ               | Група D, 1-е місце                 | 2       | 1/4 фіналу (2013)    |
| Сирія             | Група E, 1-е місце                 | 2       | 1/4 фіналу (2013)    |
| Австралія         | Група F, 1-е місце                 | 2       | 1/4 фіналу (2013)    |
| Північна Корея    | Група G, 1-е місце                 | 2       | Груповий етап (2013) |
| Південна Корея    | Група H, 1-е місце                 | 2       | 4-е місце (2013)     |
| Японія            | Група I, 1-е місце                 | 2       | 1/4 фіналу (2013)    |
| КНР               | Група J, 1-е місце                 | 2       | Груповий етап (2013) |
| Таїланд           | Група G, 1-е місце серед 2-х місць | 1       | —                    |
| Іран              | Група C, 2-е місце серед 2-х місць | 2       | Груповий етап (2013) |
| В'єтнам           | Група I, 3-є місце серед 2-х місць | 1       | —                    |
| Ємен              | Група D, 4-е місце серед 2-х місць | 2       | Груповий етап (2013) |
| Узбекистан        | Група E, 5-е місце серед 2-х місць | 2       | Груповий етап (2013) |

## Стадіони
Турнір пройшов на чотирьох стадіонах, розташованих в столиці Катару — Досі.
| Доха                                                 | Доха                     |
| ---------------------------------------------------- | ------------------------ |
| Стадіон Абдулла бін Халіфа                           | Стадіон Гранд Хамад      |
| Вміщує: 12,000                                       | Вміщує: 18,000           |
|                                                      |                          |
| ДохаМолодіжний чемпіонат Азії з футболу 2016 (Катар) |                          |
| Доха                                                 |                          |
| Стадіон імені шейха Яссіма бін Хамада                | Стадіон Сухаїм бін Хамад |
| Вміщує: 15,000                                       | Вміщує: 15,000           |
|                                                      |                          |

## Жеребкування
Жеребкування фінального турніру відбулася 12 вересня 2015 року в Досі. 16 команд були сіяні в 4 кошики згідно з результатами їх виступу на попередньому молодіжному чемпіонаті.
| Кошик 1                                                       | Кошик 2                               | Кошик 3                            | Кошик 4                  |
| ------------------------------------------------------------- | ------------------------------------- | ---------------------------------- | ------------------------ |
| Катар (господарі; позиція A1) Ірак Саудівська Аравія Йорданія | Південна Корея Сирія Австралія Японія | ОАЕ Іран Північна Корея Узбекистан | КНР Ємен Таїланд В'єтнам |

В результаті жеребкування учасники фінальної стадії були розбиті на чотири квартети (від A до D), звідки в плей-оф пройшли по дві збірні, які посіли 1-е і 2-е місце в своїх групах.

## Склади
У турнірі взяли команди, укомплектовані з гравців, які народилися не пізніше 1 січня 1993 року. У заявку на турнір кожна збірна повинна була внести 23 гравця, в тому числі трьох голкіперів.

## Груповий етап

### Регламент
Переможці кожної з чотирьох груп, а також команди, які зайняли другі місця, виходять у 1/4 фіналу турніру. Турнірне становище в турнірній таблиці визначається за такими показниками:
1. Кількість очок, набраних у всіх матчах групового етапу;
2. Різниця м'ячів, забитих і пропущених у всіх матчах групового етапу;
3. Кількість забитих м'ячів у всіх матчах групового етапу.

У разі рівного розподілу трьох основних показників у двох або більше команд, положення в таблиці визначається за такими показниками:
1. Кількість очок, набраних даними командами в матчах групового етапу між собою;
2. Різниця м'ячів, забитих і пропущених даними командами в матчах групового етапу між собою;
3. Кількість забитих даними командами м'ячів в матчах групового етапу між собою;
4. Жеребкування

| Кольорові позначки                          |
| ------------------------------------------- |
| Збірна команда пройшла в 1/4 фіналу турніру |

### Група A
| Поз | Команда   | І | В | Н | П | ГЗ | ГП | РГ | О | Кваліфікація |
| --- | --------- | - | - | - | - | -- | -- | -- | - | ------------ |
| 1   | Катар (H) | 3 | 3 | 0 | 0 | 9  | 4  | +5 | 9 | Плей-оф      |
| 2   | Іран      | 3 | 2 | 0 | 1 | 6  | 4  | +2 | 6 | Плей-оф      |
| 3   | Сирія     | 3 | 1 | 0 | 2 | 5  | 7  | −2 | 3 |              |
| 4   | КНР       | 3 | 0 | 0 | 3 | 4  | 9  | −5 | 0 |              |

### Група B
| Поз | Команда           | І | В | Н | П | ГЗ | ГП | РГ | О | Кваліфікація |
| --- | ----------------- | - | - | - | - | -- | -- | -- | - | ------------ |
| 1   | Японія            | 3 | 3 | 0 | 0 | 7  | 1  | +6 | 9 | Плей-оф      |
| 2   | Північна Корея    | 3 | 0 | 2 | 1 | 5  | 6  | −1 | 2 | Плей-оф      |
| 3   | Саудівська Аравія | 3 | 0 | 2 | 1 | 5  | 6  | −1 | 2 |              |
| 4   | Таїланд           | 3 | 0 | 2 | 1 | 3  | 7  | −4 | 2 |              |

1. 1 2 3  В особистих зустрічах різниця очок однакова, а за різницею м'ячів: Північна Корея (5:5), Саудівська Аравія (4:4), Таїланд (3:3)

### Група C
| Поз | Команда        | І | В | Н | П | ГЗ | ГП | РГ | О | Кваліфікація |
| --- | -------------- | - | - | - | - | -- | -- | -- | - | ------------ |
| 1   | Південна Корея | 3 | 2 | 1 | 0 | 8  | 2  | +6 | 7 | Плей-оф      |
| 2   | Ірак           | 3 | 2 | 1 | 0 | 6  | 3  | +3 | 7 | Плей-оф      |
| 3   | Узбекистан     | 3 | 1 | 0 | 2 | 6  | 6  | 0  | 3 |              |
| 4   | Ємен           | 3 | 0 | 0 | 3 | 1  | 10 | −9 | 0 |              |

### Група D
| Поз | Команда   | І | В | Н | П | ГЗ | ГП | РГ | О | Кваліфікація |
| --- | --------- | - | - | - | - | -- | -- | -- | - | ------------ |
| 1   | ОАЕ       | 3 | 2 | 1 | 0 | 4  | 2  | +2 | 7 | Плей-оф      |
| 2   | Йорданія  | 3 | 1 | 2 | 0 | 3  | 1  | +2 | 5 | Плей-оф      |
| 3   | Австралія | 3 | 1 | 1 | 1 | 2  | 1  | +1 | 4 |              |
| 4   | В'єтнам   | 3 | 0 | 0 | 3 | 3  | 8  | −5 | 0 |              |

### Плей-оф
|  | Чвертьфінали    | Чвертьфінали    |                 |   | Півфінали | Півфінали |  |  | Фінал | Фінал |
|  |                 |                 |                 |   |           |           |  |  |       |       |
|  | 22 січня – Доха |                 |                 |   |           |           |  |  |       |       |
|  |                 |                 |                 |   |           |           |  |  |       |       |
|  | Катар дч        | 2               |                 |   |           |           |  |  |       |       |
|  | Катар дч        | 2               | 26 січня – Доха |   |           |           |  |  |       |       |
|  | Північна Корея  | 1               |                 |   |           |           |  |  |       |       |
|  | Північна Корея  | 1               | Катар           | 1 |           |           |  |  |       |       |
|  | 23 січня – Доха |                 | Катар           | 1 |           |           |  |  |       |       |
|  |                 | Південна Корея  | 3               |   |           |           |  |  |       |       |
|  | Південна Корея  | Південна Корея  | 3               | 1 |           |           |  |  |       |       |
|  | Південна Корея  |                 | 30 січня – Доха | 1 |           |           |  |  |       |       |
|  | Йорданія        | 0               |                 |   |           |           |  |  |       |       |
|  | Йорданія        | 0               | Південна Корея  | 2 |           |           |  |  |       |       |
|  | 22 січня – Доха |                 | Південна Корея  | 2 |           |           |  |  |       |       |
|  |                 | Японія          | 3               |   |           |           |  |  |       |       |
|  | Японія дч       | Японія          | 3               | 3 |           |           |  |  |       |       |
|  | Японія дч       | 26 січня – Доха |                 | 3 |           |           |  |  |       |       |
|  | Іран            | 0               |                 |   |           |           |  |  |       |       |
|  | Іран            | 0               | Японія          | 2 |           |           |  |  |       |       |
|  | 23 січня – Доха |                 | Японія          | 2 |           |           |  |  |       |       |
|  |                 | Ірак            | 1               |   | Фінал     | Фінал     |  |  |       |       |
|  | ОАЕ             | Ірак            | 1               | 1 | Фінал     | Фінал     |  |  |       |       |
|  | ОАЕ             |                 | 29 січня – Доха | 1 |           |           |  |  |       |       |
|  | Ірак дч         | 3               |                 |   |           |           |  |  |       |       |
|  | Ірак дч         | 3               | Катар           | 1 |           |           |  |  |       |       |
|  |                 |                 |                 |   |           |           |  |  |       |       |
|  | Ірак дч         | 2               |                 |   |           |           |  |  |       |       |
|  | Ірак дч         | 2               |                 |   |           |           |  |  |       |       |

### 1/4 фіналу
| 22 січня 2016 16:30 (UTC+3) | \| Японія \| 3:0 (д.ч.) Звіт \| Іран \| | Стадіон Абдулла бін Халіфа, Доха Глядачів: 1 703 |
| Японія                      | 3:0 (д.ч.) Звіт                         | Іран                                             |

| 22 січня 2016 19:30 (UTC+3) | \| Катар \| 2:1 (д.ч.) Звіт \| КНДР \| | Стадіон імені шейха Яссіма бін Хамада, Доха Глядачів: 9 702 |
| Катар                       | 2:1 (д.ч.) Звіт                        | КНДР                                                        |

| 23 січня 2016 16:30 (UTC+3) | \| Республіка Корея \| 1:0 Звіт \| Йорданія \| | Стадіон Сухаїм бін Хамад, Доха Глядачів: 3 126 |
| Республіка Корея            | 1:0 Звіт                                       | Йорданія                                       |

| 23 січня 2016 19:30 (UTC+3) | \| ОАЕ \| 1:3 (д.ч.) Звіт \| Ірак \| | Стадіон Гранд Хамад, Доха Глядачів: 1 030 |
| ОАЕ                         | 1:3 (д.ч.) Звіт                      | Ірак                                      |

### 1/2 фіналу
| 26 січня 2016 16:30 (UTC+3) | \| Японія \| 2:1 Звіт \| Ірак \| | Стадіон Абдулла бін Халіфа, Доха Глядачів: 1 489 |
| Японія                      | 2:1 Звіт                         | Ірак                                             |

| 26 січня 2016 19:30 (UTC+3) | \| Катар \| 1:3 Звіт \| Республіка Корея \| | Стадіон імені шейха Яссіма бін Хамада, Доха Глядачів: 11 840 |
| Катар                       | 1:3 Звіт                                    | Республіка Корея                                             |

### Матч за 3-є місце
| 29 січня 2016 17:45 (UTC+3) | \| Катар \| 1:2 (д.ч.) Звіт \| Ірак \| | Стадіон імені шейха Яссіма бін Хамада, Доха Глядачів: 10 049 |
| Катар                       | 1:2 (д.ч.) Звіт                        | Ірак                                                         |

### Фінал
| 30 січня 2016 17:45 (UTC+3) | \| Південна Корея \| 2:3 Звіт \| Японія \| | Стадіон Абдулла бін Халіфа, Доха Глядачів: 5 394 |
| Південна Корея              | 2:3 Звіт                                   | Японія                                           |

### Переможець
| Переможець          |
| ------------------- |
| Японія Перший титул |

| Найкращий бомбардир | Найціннійший гравець | Нагорода Fair Play |
| ------------------- | -------------------- | ------------------ |
| Ахмед Алаа          | Сьоя Накадзіма       | Японія             |

### Команди, які кваліфікувалися на Олімпіаду
Наступні три молодіжні збірні завоювали право на участь в Олімпійських іграх 2016 року.
| Команди, які кваліфікувалися на Олімпіаду | Команди, які кваліфікувалися на Олімпіаду | Команди, які кваліфікувалися на Олімпіаду |
| ----------------------------------------- | ----------------------------------------- | ----------------------------------------- |
| Японія                                    | Республіка Корея                          | Ірак                                      |